# RIPE NCC
RIPE NCC (фр. Réseaux IP Européens + англ. Network Coordination Centre) — один из пяти региональных интернет-регистраторов (англ. Regional Internet Registries, RIRs), выполняющих распределение интернет-ресурсов, а также связанную с этим регистрацию и координацию деятельности, направленную на глобальную поддержку функционирования Интернета.
RIPE NCC функционирует как ассоциация локальных интернет-регистраторов (англ. Local Internet Registry, LIR), каждый из которых платит членский взнос. В роли LIR обычно выступают крупные интернет-провайдеры или корпорации.
Выделение интернет-ресурсов происходит согласно процедурам RIPE NCC, формализованным в соответствующих документах. Документы, устанавливающие процедуры работы с ресурсами, принимаются собранием членов RIPE (англ. RIPE Meeting) — открытого тематического форума, проходящего дважды в год. Перед вынесением документов на голосование производится работа над проектами документов в рабочих группах и обсуждение проектов в открытых почтовых рассылках RIPE.
Сотрудники RIPE NCC подчёркивают, что RIPE NCC — это не RIPE. RIPE NCC — это некоммерческая организация с бюджетом, штатом сотрудников, офисом и уставом. RIPE — это открытый форум, принять участие в работе которого может любой желающий.
RIPE NCC руководит Ханс Петтер Холен (англ. Hans Petter Holen), который является управляющим директором. Существует также и совет директоров (англ. RIPE NCC Executive Board), в который входят семь директоров, выбираемых собранием членов (англ. RIPE NCC General Meeting). Работу именно RIPE координирует Мирьям Кюне.
Офис RIPE NCC находится в Амстердаме, Нидерланды.